# Malcolm Howard
Malcolm Howard (ur. 7 lutego 1983 w Victorii) – kanadyjski wioślarz, mistrz i wicemistrz olimpijski, mistrz świata.  

## Osiągnięcia
- Mistrzostwa Świata – Gifu 2005 – dwójka bez sternika – 4. miejsce
- Mistrzostwa Świata – Eton 2006 – dwójka bez sternika – 3. miejsce
- Mistrzostwa Świata – Monachium 2007 – ósemka – 1. miejsce
- Igrzyska Olimpijskie – Pekin 2008 – ósemka – 1. miejsce
- Mistrzostwa Świata – Poznań 2009 – ósemka – 2. miejsce
- Mistrzostwa Świata – Bled 2011 – ósemka – 3. miejsce
- Igrzyska Olimpijskie – Londyn 2012 – ósemka – 2. miejsce